# Муругов Іван Васильович
Іван Васильович Муругов (1897, село Увяз Касимовського повіту Рязанської губернії, Російська імперія, тепер Російська Федерація — розстріляний 27 липня 1941, місто Москва, Російська Федерація) — радянський діяч, 1-й секретар Читинського обласного комітету ВКП (б). Входив до складу особливої трійки НКВС СРСР. Член Центральної контрольної комісії РКП(б) у 1924—1925 р. Член Комісії партійного контролю при ЦК ВКП(б) в 1934—1939 р. Член Центральної Ревізійної Комісії ВКП(б) в 1939—1941 р. Депутат Верховної Ради СРСР 1-го скликання.

## Біографія
Народився в родині селянина-середняка. У 1909 році закінчив початкову школу в селі Увяз, а у 1914 році — вчительську школу в селі Олександрівка Тамбовської губернії. З 1909 по 1916 рік був селянином у своєму господарстві в селі Увяз.
У 1916—1917 роках — канонір 14-го армійського корпусу російської армії, учасник Першої світової війни. У 1917—1918 роках — голова комітету 14-го армійського корпусу.
Член РСДРП(б) з квітня 1917 року
У березні — липні 1918 року — заступник голови, голова Касимівського повітового комітету РКП(б) Рязанської губернії.
У липні 1918 — травні 1920 року — товариш голови Рязанського губернського комітету РКП(б), заступник голови виконавчого комітету Рязанської губернської ради.
У червні 1920 — травні 1922 року — відповідальний секретар Царицинського губернського комітету РКП(б); голова виконавчого комітету Царицинської губернської ради.
У липні 1922 — липні 1924 року — слухач курсів марксизму при Соціалістичній академії у Москві.
У серпні 1924 — липні 1927 року — робітник апарату ЦКК РКП(б) і керівник Інспекції Наркомату робітничо-селянської інспекції СРСР.
У вересні 1927 — липні 1930 року — слухач Інституту червоної професури в Москві. У жовтні 1930 — травні 1931 року — на науковій роботі в Німеччині.
У червні 1931 — січні 1932 року — заступник директора Інституту червоної професури світового господарства і світової літератури в Москві.
У січні 1932 — січні 1934 року — завідувач сектору викладання марксизму-ленінізму культпропвідділу ЦК ВКП(б).
У лютому 1934 — квітні 1936 року — в апараті Комісії партійного контролю при ЦК ВКП(б). У лютому 1936 року планувався на посаду 1-го заступника директора Інституту сітового господарства.
У квітні 1936 — вересні 1937 року — уповноважений Комісії партійного контролю при ЦК ВКП (б) по Східно-Сибірському краю.
16 жовтня 1937 — 10 червня 1938 року — 1-й секретар Організаційного бюро ЦК ВКП(б) по Читинській області. У червні 1938 — липні 1939 року — 1-й секретар Читинського обласного комітету ВКП(б). Входив до складу особливої трійки НКВС СРСР по Читинській області.
7 вересня 1939 року заарештований органами НКВС СРСР, 13 вересня 1939 року — виключений із партії. Звинувачувався за статтями 58-1а, 58-7, 58-8, 58-11 КК РРФСР. Засуджений до розстрілу ВКВС СРСР 8 липня 1941 року. Розстріляний 27 липня 1941 року (за іншими даними — в день винесення вироку) в Москві. Похований на розстрільному полігоні Комунарки.
Реабілітований посмертно 25 червня 1955 року визначенням ВКВС СРСР за відсутністю складу злочину. 13 жовтня 1955 року посмертно відновлений у членах КПРС.